# Хорошеве (зупинний пункт)
Хорошеве — пасажирський залізничний зупинний пункт Дніпровської дирекції Придніпровської залізниці на електрифікованій лінії Нижньодніпровськ-Вузол — Синельникове II між станціями Іларіонове (11 км) та Синельникове II (10 км). Розташований в однойменному селищі Синельниківського району Придніпровської залізниці. Поруч пролягають автомобільні шляхи міжнародного та територіального значення М18E105 та Т 0401.

## Пасажирське сполучення
На зупинному пункті Хорошеве зупиняються приміські електропоїзди до станцій Дніпро-Головний, Лозова, Межова, Запоріжжя II, Синельникове I та Чаплине.